# Gebhard XIV. von Querfurt

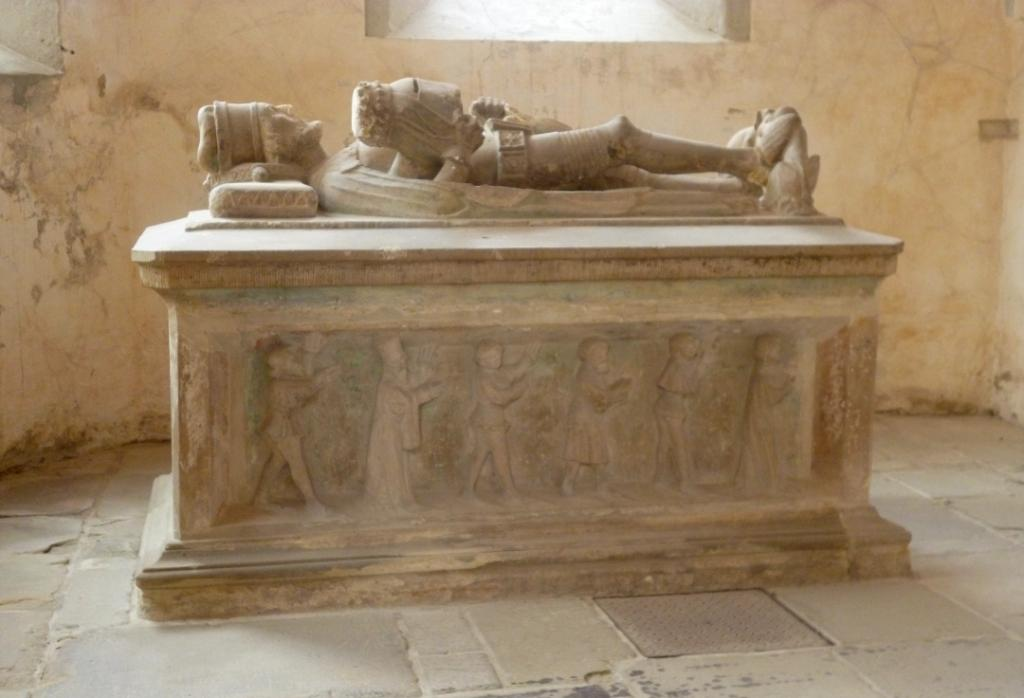
Grabtumba in der Burgkirche von Querfurt

Gebhard XIV. von Querfurt (* zwischen 1310 und 1320; † 1383) war der Sohn von Bruno III. von Querfurt (* 1280) und Mathilde von Honstein (* 1285). Gebhard XIV. war Burgherr von Querfurt von 1356 bis 1383. Zusammen mit seinem Sohn Bruno V. von Querfurt übereignete er dem Kloster Reihnsdorf zahlreiche Einkünfte.

## Die Tumba des Gebhard XIV. von Querfurt
Das Grabmal des Gebhard XIV. findet sich in der Grabkapelle (aus dem 14. Jh.) der Burgkirche auf Burg Querfurt. Als skulpturales Meisterwerk wurde die Tumba im späten 14. Jahrhundert von böhmisch geprägten Bildhauern gearbeitet. Die Inschrift auf der Deckplatte der Tumba lautet:
Anno domini m. ccc. LXXXIII in nocte S. Katerinae obiit gebeard nobilis Dominus in quernfurt cuius anima requiescat in pace / Amen. Qui augmentavit Dominium Quernfurdensium cum munitionibus & castris Supra Scriptis: / Primo cum castro & oppido Quernfurt; quod / fuerat alienatum a Dominio Quernfurdensi Pluribus annis. Quod reobtinavit cum filia Domini Burckardti Domini de Mansfeldt tandem eruit Castra subscipta Karsdorff, Alstedt, Scheidingen, Carpenaw, Steinburg, Voxstedt cum eorum / attinentiis. Insuper eruit multa alia bona Villas, Census, Decimas, dotavit Altaria, & dilexit Pacem tenens. Ideo eius Anima / requiescat cum Christo in coelis + Amen.
Der Schlussstein über der Tumba zeigt das Wappen des Grafen Gebhard von Querfurt.